# Agata Starosta
Agata Starosta (ur. 3 września 1983 w Rzeszowie) – polska biolożka molekularna, dr hab. nauk biologicznych, profesor Instytutu Biochemii i Biofizyki Polskiej Akademii Nauk w Warszawie.

## Życiorys
W latach 2002–2007 studiowała biologię na Wydziale Biologii i Nauk o Ziemi Uniwersytetu Jagiellońskiego. Doktorat z wyróżnieniem (summa cum laude) obroniła 31 stycznia 2012 w laboratorium Prof. Daniela N. Wilsona w Gene Center na Uniwersytecie Ludwika i Maksymiliana w Monachium (tytuł pracy: Antibiotics and translation: overcoming emerging bacterial resistance to old and new antimicrobials). 
W 2015 r rozpoczęła pracę na Uniwersytecie w Newcastle w Wielkiej Brytanii.
W 2018 objęła stanowisko adiunkta w Instytucie Mikrobiologii i Biotechnologii na Wydziale Biologii i Biotechnologii Uniwersytetu Marii Curie-Skłodowskiej w Lublinie, gdzie do marca 2021 kierowała Laboratorium Ekspresji Genów w ECOTECH-COMPLEX, prowadząc badania nad opracowaniem nowych antybiotyków. 22 maja 2019 habilitowała się na podstawie oceny dorobku naukowego i pracy zatytułowanej Rola czynnika elongacyjnego EF-P w biosyntezie białka. 
Od kwietnia 2021, kieruje Pracownią Translatomiki w Instytucie Biochemii i Biofizyki Polskiej Akademii Nauk. W 2023 została wybrana na wiceprzewodniczącą Rady Naukowej IBB PAN.